# Annette Sikveland
Annette Sikveland (* 25. April 1972 in Stavanger) ist eine ehemalige norwegische Biathletin.
Ihre größten Erfolge gelangen ihr mit der norwegischen Staffel. So gewann sie bei den Olympischen Spielen 1998 in Nagano die Bronzemedaille. Außerdem holte sie mit der Staffel bei den Weltmeisterschaften 1997 die Silbermedaille und 1995 die Bronzemedaille. Im Jahr 1998 beendete sie ihre Laufbahn.
Zeitweise war Sikveland mit Sven Fischer liiert.

## Bilanz im Weltcup
Die Tabelle zeigt alle Platzierungen (je nach Austragungsjahr einschließlich Olympische Spiele und Weltmeisterschaften).
- 1.–3. Platz: Anzahl der Podiumsplatzierungen
- Top 10: Anzahl der Platzierungen unter den ersten zehn (einschließlich Podium)
- Punkteränge: Anzahl der Platzierungen innerhalb der Punkteränge (einschließlich Podium und Top 10)
- Starts: Anzahl gelaufener Rennen in der jeweiligen Disziplin

| Platzierung | Einzel | Sprint | Verfolgung | Massenstart | Team | Staffel | Gesamt |
| ----------- | ------ | ------ | ---------- | ----------- | ---- | ------- | ------ |
| 1. Platz    | 1      |        |            |             | 1    |         | 2      |
| 2. Platz    | 1      |        |            |             |      | 3       | 4      |
| 3. Platz    |        | 1      | 1          |             |      | 5       | 7      |
| Top 10      | 7      | 10     | 3          | 1           | 1    | 13      | 35     |
| Punkteränge | 21     | 28     | 5          | 1           | 1    | 13      | 69     |
| Starts      | 31     | 43     | 7          | 1           | 1    | 13      | 96     |